# Inácio Carneiro dos Santos
Inácio Carneiro dos Santos, hay Inácio (sinh ngày 29 tháng 1 năm 1996) là một cầu thủ bóng đá người Brasil thi đấu cho Portimonense, cho mượn từ Porto B.

## Sự nghiệp câu lạc bộ
Anh ra mắt chuyên nghiệp tại Giải bóng đá hạng nhất quốc gia Bồ Đào Nha cho Porto B vào ngày 21 tháng 9 năm 2016 trong trận đấu trước Sporting Covilhã.
Anh có màn ra mắt cho đội một Porto vào ngày 29 tháng 11 năm 2016 trong trận đấu tại Cúp Liên đoàn bóng đá Bồ Đào Nha 2016–17 trước Belenenses.